# مودرن ميت
مودرن ميت: مضادات حيوية، هرمونات، ومزرعة الأدوية (بالإنجليزية: Modern Meat: Antibiotics, Hormones, and the Pharmaceutical Farm)‏ هو كتاب صدر عام 1984 لأورفيل شيل عن تربية الحيوان الكثيفة واستخدام المضادات الحيوية في الثروة الحيوانية.

## الوصف
يقدم هذا الكتاب مقدمة مذهلة لمزارع المصانع ذات الإنتاج الضخم اليوم، حيث أصبحت الحياة ''غير شخصية'' بشكل متزايد للخنازير والأبقار، التي يُشار إليها بأعلى قيمة بالدولار. حيث الخنازير، المحصورة في أماكن مظلمة وضيقة، لا تضع حوافرًا أبدًا خلف باب الحظيرة. بينما تتغذى الأبقار على نظام غذائي ثابت من قشر الحمضيات والكرتون المبشور.
قسم ثنائي إيثيل ستيلبوستيرول هو الأطول - وببساطة بحكم الحقائق، هو الأكثر وضوحا. الأمر الأكثر إثارة للرعب هو مناقشة الاستخدام غير القانوني لثنائي إيثيل ستيلبوستيرول بعد حظر عام 197 وزيادة كبيرة (بسبب الهرمونات الزراعية على ما يبدو) في حدوث التطور الجنسي المبكر في بورتوريكو، حيث كانت الفتيات الصغيرات المتأثرات في بعض الحالات لا تتجاوز أعمارهن عامًا. والعديد منهم أصيبوا بالاكياس المبيضية.